# Maurício Guterres da Silva
Maurício Guterres da Silva, noto semplicemente come Maurício (Passo Fundo, 6 dicembre 1983), è un ex giocatore di calcio a 5 brasiliano.

## Carriera
Soprannominato Maurício Cebola (in italiano: "cipolla") agli inizi della carriera, in Nazionale e nei campionati europei utilizzava solamente il suo prenome. Era un laterale con propensione offensiva, tanto da essere utilizzato frequentemente come pivot. L'esordio nella Liga Futsal avviene con la squadra universitaria della sua città natale, l'UPF Semeato; nel 2003 si trasferisce al Carlos Barbosa con cui vince immediatamente la Coppa Libertadores. Dopo appena una stagione passa quindi a ElPozo Murcia dove rimarrà per otto stagioni vincendo tre campionati, due coppe nazionali, altrettante Supercoppe e una Coppa iberica, fallendo però la conquista della Coppa UEFA. Durante la parentesi spagnola entra nel giro della Nazionale brasiliana, venendo inserito nella lista dei preconvocati per il mondiale 2008 ma non in quella definitiva. Nel 2011 lascia Murcia per giocare nella Dina Mosca; l'esperienza dura appena un anno, poiché già nella stagione seguente si accorda con la Cogianco Genzano, esordendo solamente in dicembre per problemi legati al transfer internazionale. Con la formazione genzanese mette a segno 15 gol in 18 incontri di campionato e altri 6 in Coppa Italia, trascinando la formazione neopromossa a una inaspettata finale persa tuttavia contro la Luparense. La stagione seguente si trasferisce quindi all'ambizioso Pescara ma la rosa importante costruita in estate non va oltre i quarti di finale play-off. Nell'estate 2014 viene ceduto alla Luparense come parziale contropartita tecnica all'interno della complessa operazione di mercato che porta Caputo e Canal al Pescara. Rientrato in Brasile al termine della stagione 2014-15, nel luglio 2016 si accorda con gli spagnoli del Jaén a cui legherà il resto della carriera. Dopo otto stagioni con gli andalusi, arricchiti dalla vittoria di due Coppe di Spagna, nel maggio del 2024 Maurício annuncia il suo ritiro.

## Palmarès

### Competizioni nazionali
- Campionato spagnolo: 3
ElPozo Murcia: 2006-07, 2008-09, 2009-10
- Coppa di Spagna: 4
El Pozo Murcia: 2008, 2010
Jaén: 2017-18, 2022-23
- Supercoppe di Spagna: 2
El Pozo Murcia: 2006, 2009

### Competizioni internazionali
- Coppa Libertadores: 1

Carlos Barbosa: 2003
- Coppa iberica: 1

El Pozo Murcia: 2006-07